# Shangqiu
Shangqiu (xinès: 商丘), romanitzat com Shangkiu, és una ciutat a nivell de prefectura de la província de Henan, a la República Popular de la Xina. Limita amb Kaifeng al nord-oest, Zhoukou al sud-oest i les províncies de Shandong i Anhui al nord-est i sud-est respectivament. La seva població era de 7.816.831 habitants segons el cens del 2020, dels quals 2.831.814 vivien a l'àrea urbanitzada (o metropolitana) formada per dos districtes urbans (Liangyuan i Suiyang) i el comtat de Yucheng.
Shangqiu i els seus voltants van ser una base important per a la dinastia Shang (c. 1600 - c. 1046 aC). Shangqiu ha crescut significativament en els últims anys. Es troba en un lloc important a la cruïlla de diversos ferrocarrils importants, fet que la converteix en un important centre de transport regional.

## Història

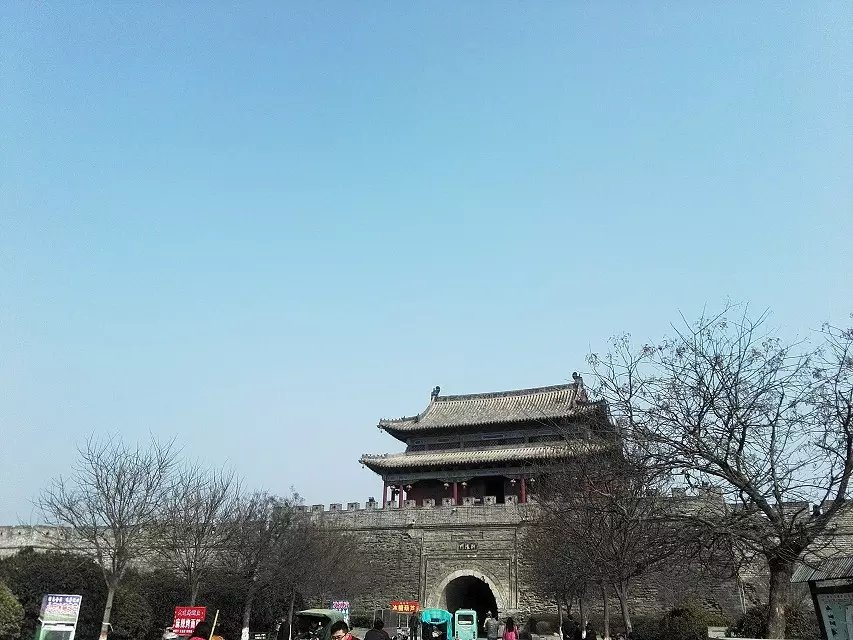
La porta sud de les muralles de la ciutat de Shangqiu

La història de Shangqiu està estretament relacionada amb el començament de la història xinesa. La tradició es remunta als períodes dels Tres augustos i cinc emperadors (c. segle 25 aC), quan es deia que els llegendaris emperadors Shennong, Zhuanxu i Ku vivien a l'actual zona de Shangqiu. Shangqiu també va ser una de les capitals defensades per l'emperador Xia Xiang, turmentat per les rebel·lions durant el seu regnat. Net de la tretzena generació de Qi (契), Tang va enderrocar la dinastia Xia governant i va fundar la dinastia Shang, amb la seva primera capital a Nanbo (南亳, actualment al sud de Shangqiu). Al voltant del segle XI aC, la dinastia Shang va ser substituïda per la dinastia Zhou. Els descendents reals de la dinastia Shang van rebre feu de l'àrea de Shangqiu, que més tard es va convertir a l'estat de Song.
La capital de Song, coneguda com Suiyang, es trobava a l'actual Nanguan (南关) al sud de l'àrea urbana de Shangqiu. Els Song van ser una potència important durant el període de Primaveres i Tardors, però van decaure durant el període dels Regnes Combatents i finalment va caure en mans dels Qi i Wei l'any 286 aC. A la dinastia Han, Suiyang va ser la capital del regne de Liang. El rei Xiao de Liang (r. 169 aC – 144 aC) es va mantenir lleial a l'emperador Jing de Han en la Rebel·lió dels Set Estats, durant la qual un setge fallit de Suiyang va provocar l'enfonsament del principal exèrcit rebel. El rei també va ser un famós mecenes de les arts i la literatura que va acollir alguns dels poetes han més coneguts, com Zhuang Ji i Sima Xiangru, a la capital de Liang.
Des de la dinastia Cao Wei fins a l'inici de la dinastia Sui, Suiyang va ser la seu de la comandància de Liang (梁郡). Es va convertir en la seu de la prefectura de Song (Songzhou) l'any 596 dC. Durant la rebel·lió d'An Lushan a la dinastia Tang, un setge de deu mesos de Suiyang l'any 757 va canviar el rumb de la guerra a favor dels Tang.
Abans de pujar al tron imperial com a emperador Song Taizu, Zhao Kuangyin era el jiedushi (governador militar) de Guidejun (歸德軍), una regió centrada a Songzhou. Així, va triar "Song" com el nom de la nova dinastia que va fundar l'any 960. La ciutat va ser la capital del sud de la dinastia Song del Nord sota el nom de Nanjing. Shangqiu va ser la primera d'una sèrie de capitals temporals a les quals es va traslladar el govern de la dinastia Song durant la seva retirada del nord, quan la major part del nord de la Xina havia estat conquerida pels jurtxets a les guerres entre els Jin i els Song. La cort Song s'havia retirat cap al sud de la ciutat des de la seva capital original a Kaifeng, després que fos capturada pels jurtxets en l'incident de Jingkang de 1127. La cort es va traslladar a Shangqiu per la seva importància històrica per a l'emperador Taizu. El simbolisme de la ciutat estava destinat a assegurar la legitimitat política del nou emperador Gaozong, que va ser coronat emperador de la Xina a Shangqiu el 12 de juny de 1127. La capital es va traslladar novament el 1128 a Yangzhou, i finalment a Hangzhou el 1129. A les dinasties Yuan, Ming i Qing, Shangqiu va ser governada com a Prefectura Guia (歸德府). El nom actual va aparèixer el 1545, quan es va crear un nou comtat de Shangqiu per administrar la ciutat i els seus voltants.
Sota la República, Shangqiu va ser considerada una ciutat clau a l'est de Henan a causa de la seva posició al llarg del ferrocarril Lunghai entre el port de Haizhou a la mar de la Xina Oriental i Lanzhou al centre de la Xina. En aquell moment era conegut com Kweiteh, Kwei-teh o Kuei-te (歸德; Guidé) i tenia tant una diòcesi catòlica com una missió anglicana, la darrera de les quals dirigia l'Hospital de Sant Pau. Va canviar de mans amb freqüència durant els combats entre els senyors de la guerra xinesos el 1927. Després de l'incident de Manxúria, es va establir la base aèria de Gui'de (Kwei-teh) i es va convertir en una base aèria auxiliar/avançada de la Força Aèria Nacionalista de la Xina durant la Guerra de Resistència-Segona Guerra Mundial (1937-1945), i va donar suport a l'aviació aèria en missions d'atac contra posicions imperials japoneses al front nord de la guerra; el 4t Grup d'Atac de Caces de la Força Aèria Xina va volar des de la base aèria de Gui'de el març-abril de 1938 en suport de les forces terrestres xineses a la batalla de Taierzhuang. La base aèria de Gui'de es coneix ara com a aeroport de Shangqiu.

## Geografia

### Clima
Shangqiu té un clima subtropical humit influït pel monsó (Köppen Cwa), amb quatre estacions diferenciades. Els hiverns són frescos i majoritàriament secs, mentre que els estius són calorosos i humits; La primavera és càlida i plou algunes vegades, mentre que el clima de tardor és fresc i sec. La temperatura mitjana mensual oscil·la entre el punt de congelació del gener i els 27,0 °C al juliol, mentre que la mitjana anual és de 14,4 °C. Prop de dos terços de les precipitacions anuals es produeixen de juny a setembre. La temperatura mitjana és inferior als 10 °C a l'hivern, 22 °C a l'estiu i entre 10-22 °C a la primavera i la tardor. La ciutat de Shangqiu té un hivern llarg, seguit d'estiu, i una primavera i una tardor significativament més curtes.
La precipitació mitjana anual a l'àrea urbana de la ciutat de Shangqiu ha estat de 711,9 mm i la precipitació total corresponent és de 59,13 milions de metres cúbics.